# Northern Premier League Division One South
Northern Premier League Division One South là một trong hai giải đấu thứ cấp của hệ thống giải đấu Northern Premier League. Division One South nằm ở cấp độ 4 của Hệ thống các giải bóng đá Quốc gia Anh, thuộc cấp độ 8 của Hệ thống các giải bóng đá ở Anh. Vì lý do tài trợ nên Division One South còn được gọi là Evo-Sti League Division One South.
Giải đấu hiện nay bao gồm các khu vực ở nước Anh bao gồm vùng Đông Bắc, Tây Bắc và Yorkshire và Humber.
Sự hủy bỏ giải đấu Northern Premier League First Division  do chia rẽ dẫn đến việc tạo ra hai giải đấu Division One North và Division One South. Hai giải đấu này bắt đầu thi đấu lúc vào mùa giải 2007-08, ban đầu chỉ thi đấu với 18 đội nhưng tăng lên thành 22 đội vào mùa giải 2009-2010.
Vào cuối mùa giải, đội vô địch của giải đấu được thăng hạng lên Northern Premier League. Các đội xếp vị trí thứ 2 đến thứ 5 tham gia vào các trận play-off để xác định đội thăng hạng. Các đội xếp vị trí thứ 21 và 22 bị rớt hạng xuống cấp bậc 9 trong Hệ thống các giải bóng đá ở Anh.

## Hệ thống giải đấu
Hệ thống giải đấu này quy định mỗi đội thi đấu vòng tròn hai lượt, một lần ở sân nhà và một lần sân khách. Sau 42 trận, đội vô địch được thăng hạng Northern Premier League Premier Division và hai đội xếp cuối bị rớt hạng xuống thi đấu ở cấp độ 9 trong Hệ thống các giải bóng đá ở Anh (Thường xuống chơi tại North West Counties, Northern Counties East, United Counties League hoặc Midland Alliance).
Các đội xếp vị trí thứ 2 đến vị trí thứ 5 phải tham dự trận play-off ở vòng bán kết xác định một suất thăng hạng.
Tuy nhiên, vào mùa giải 2007-08 khi giải đấu ban đầu được tách ra thành hai giải đấu riêng biệt đó là Division North và Division South. Lúc đó chỉ có 18 đội bóng tham dự nên mỗi giải đấu được 9 đội tham dự. Các đội ở mỗi nhóm phải thi đấu 4 trận. Trong đó hai trận lượt đi và lượt về trong mỗi giải đấu và hai trận lượt đi và về với các đội khác giải đấu. Nhưng điều lệ này bị thay đổi vào mùa giải 2008-09.
| Câu lạc bộ               | Vị trí xếp hạng 2014–15                                            |
| ------------------------ | ------------------------------------------------------------------ |
| Basford United           | Thăng hạng từ Midland Football League Premier Division, 1st        |
| Belper Town              | Xuống hạng từ NPL Premier Division, 24th                           |
| Carlton Town             | 18th                                                               |
| Chasetown                | 13th                                                               |
| Coalville Town           | 10th                                                               |
| Daventry Town            | Chuyển sang từ Southern Football League Division One Central, 19th |
| Goole                    | 16th                                                               |
| Gresley                  | 5th                                                                |
| Kidsgrove Athletic       | 20th                                                               |
| Leek Town                | 2nd                                                                |
| Lincoln United           | 9th                                                                |
| Loughborough Dynamo      | 14th                                                               |
| Newcastle Town           | 3rd                                                                |
| Market Drayton Town      | 19th                                                               |
| Romulus                  | 12th                                                               |
| Rugby Town               | Chuyển sang từ Southern Football League Division One Central, 6th  |
| Shaw Lane Aquaforce      | Thăng hạng từ NCEL Premier Division, 1st                           |
| Sheffield                | 15th                                                               |
| Spalding United          | 7th                                                                |
| Stafford Rangers         | 6th                                                                |
| Stocksbridge Park Steels | 17th                                                               |
| Tividale                 | 8th                                                                |

## Các nhà vô địch trước đó
Từ năm 1987 đến năm 2007, giải đấu duy nhất đó là Northern Premier League First Division, sau đó chia thành hai giải đấu North và South.
| - 1987–88 – Fleetwood Town - 1988–89 – Colne Dynamoes - 1989–90 – Leek Town - 1990–91 – Whitley Bay - 1991–92 – Colwyn Bay - 1992–93 – Bridlington Town - 1993–94 – Guiseley - 1994–95 – Blyth Spartans - 1995–96 – Lancaster City - 1996–97 – Radcliffe Borough | - 1997–98 – Whitby Town - 1998–99 – Droylsden - 1999–2000 – Accrington Stanley - 2000–01 – Bradford Park Avenue - 2001–02 – Harrogate Town - 2002–03 – Alfreton Town - 2003–04 – Hyde United - 2004–05 – North Ferriby United - 2005–06 – Mossley - 2006–07 – Buxton |

## Các nhà vô địch gần đây
| Mùa giải | Vô địch           | Thăng hạng                              | Thắng play-off                                                    | Xuống hạng                            |
| -------- | ----------------- | --------------------------------------- | ----------------------------------------------------------------- | ------------------------------------- |
| 2007–08  | Retford United    | Cammell Laird Nantwich Town*            | Grantham Town Nantwich Town Sheffield Stocksbridge Park Steels    | Alsager Town#                         |
| 2008–09  | Retford United    | Retford United Stocksbridge Park Steels | Belper Town Carlton Town Rushall Olympic Stocksbridge Park Steels | Gresley Rovers†                       |
| 2009–10  | Mickleover Sports | Mickleover Sports Chasetown             | Chasetown Glapwell Kidsgrove Athletic Sheffield                   | Willenhall Town                       |
| 2010–11  | Barwell           | Barwell Rushall Olympic                 | Brigg Town Grantham Town Newcastle Town Rushall Olympic           | Glapwell† Spalding United             |
| 2011–12  | Grantham Town     | Grantham Town Ilkeston                  | Carlton Town Ilkeston Sheffield Leek Town                         | Quorn Shepshed Dynamo                 |
| 2012–13  | King's Lynn Town  | King's Lynn Town Stamford               | Coalville Town Belper Town Stamford Chasetown                     | Mickleover Sports Hucknall Town       |
| 2013–14  | Halesowen Town    | Halesowen Town Belper Town              | Coalville Town Belper Town Leek Town Mickleover Sports            | No relegation                         |
| 2014–15  | Mickleover Sports | Mickleover Sports                       | Newcastle Town Sutton Coldfield Town Leek Town Gresley            | Brigg Town† Rainworth Miners Welfare† |

* Retford United không được thăng hạng do sân vận động không được đảm bảo 2007–08.

# Xuống hạng do thi thành tích thi đấu không tốt.

† Tự nguyện xin xuống hạng.